# Готман, Андрей Данилович
Андрей Данилович Готман (1790—1865) — российский инженер, первый русский директор института инженеров путей сообщения, автор проектов зданий и сооружений, мостостроитель.

## Биография
Был родом из английской семьи. В 1810 году в возрасте 20 лет поступил в открывшийся Институт Корпуса инженеров путей сообщения.
Во время Отечественной войны 1812 года из шестнадцати воспитанников курса в армию были отправлены двенадцать человек; Андрей Готман был оставлен при институте в числе четверых подпоручиков для работ в Санкт-Петербурге.
В 1811—1813 годах под руководством инженеров А. Д. Готмана и С. О. Пантелеева был сооружён первый в России семипролётный деревянный 150-метровый арочный мост на деревянных опорах и каменных устоях по проекту инженера А. А. Бетанкура. Каменноостровский мост был открыт для движения 30 августа 1813 года. 
В 1813 году Готман был назначен в институт профессором рисования и архитектуры. Когда в 1816 году был утверждён в Петербурге «Комитет для устроения гидравлических работ», Готман был назначен членом этого комитета. Тогда же ему поручены были работы по Обводному каналу в Санкт-Петербурге и по устройству Адмиралтейства. Он же заведовал с 1819 по 1823 год постройкой дома, в котором затем помещался Институт инженеров путей сообщения. 
По его проектам проведен канал на Каменном острове для осушения местности, а Елагин остров огражден валом для защиты от наводнений. В 1826 году Готман был назначен управляющим I округом путей сообщения, в состав которого входили приладожские каналы, Вышневолоцкая система, Волга от Твери до Рыбинска, Московское и другие шоссе. 
Затем он служил в Одессе, где заведовал строительными работами в портах Азовского и Черного морей и в бассейне реки Дона. 
В 1834 году генерал-лейтенант Корпуса инженеров путей сообщения А. Д. Готман был опять переведён в Петербург, а 9 октября 1836 году назначен директором института (после Потье). В этой должности он пробыл до 15 октября 1843 года, когда для введения более строгих порядков директором института назначен был генерал-майор Энгельгардт. Будучи директором института, он не прекращал строительной деятельности. Готман принимал участие в постройке многих монументальных зданий Петербурга (Исаакиевского собора, возобновление сгоревшего Зимнего дворца, Аничковского моста, Николаевского моста, Санкт-Петербургского Кронверкского арсенала, зданий министерства финансов и пр.). 
Умер в Дрездене в 1865 году, в чине инженер-генерала.

## Семья
- Жена — Катарина фон Станеке  (?—?), дочь Курляндского губернатора Эммануила фон Станеке (1790—1865)[3] и его второй жены Софии Шарлотты, урожденной Бётлинг (Sophie Charlotte von Boehtlingk, 12 августа 1768—9 июля 1843[3] или 1847[4]). Её сестра Анна Мария (1762—1835) была замужем за Густавом Матиасом фон Ламбсдорфом, что сделало обоих губернаторов Курляндии шуринами[5]:223, 229, другая её сестра Доротеа Катарина (1774—1854) была женой Лагарпа.